# Diego Ribero
Diego Ribero, noto anche come Diego de Ribero, Diego (de) Rivero, Diego Ribeiro, o Diego Ribeira (... – 1533), è stato un cartografo ed esploratore spagnolo di origini portoghesi.

## Carriera
Formatosi come ufficiale di bordo sotto Vasco da Gama (1502), Lopo Soares de Albergaria (1504) e Afonso de Albuquerque (1509), esperienza durante la quale aveva sicuramente potuto visionare le copie ufficiali in uso ai capitani lusitani del grande Padrão Real di Lisbona, Ribero iniziò a lavorare per Carlo V d'Asburgo nel 1518, quale cartografo della Casa de Contratación di Siviglia. Prese la cittadinanza spagnola nel 1519, stilando anche le carte geografiche usate durante la prima circumnavigazione della Terra.
Il 10 gennaio 1523 fu nominato Cartografo Reale e "maestro nell'arte di costruire carte, astrolabi ed altri strumenti di navigazione". Alla fine prese il posto di Sebastiano Caboto come primo cartografo. Caboto pubblicò la sua prima carta geografica nel 1544.
Nel 1524 Ribero fece parte della delegazione spagnola presente alla conferenza di Badajoz, in cui Spagna e Portogallo discussero sul fatto che le Molucche si trovassero dalla parte spagnola o portoghese del trattato di Tordesillas.
Nel 1527 Ribero completò il Padrón Real, il planisfero ufficiale (e segreto) spagnolo usato come modello per le carte a bordo di tutte le navi spagnole. Viene considerata la prima carta geografica scientifica mondiale.
Nel 1531 inventò una pompa d'acqua in bronzo in grado di pompare dieci volte più velocemente dei precedenti modelli.
Morì nel 1533.

## La prima mappa scientifica mondiale

Mappa mondiale di Diego Ribero, 1527

Mappa mondiale di Diego Ribero, 1529

L'opera principale di Ribero è la Padrón real del 1527. La mappa, di cui copie sono esposte nella Biblioteca granducale di Weimar (Mundus Novus) e nella Biblioteca Apostolica Vaticana, nella Città del Vaticano (Planisfero di Propaganda Fide), è la prima mappa mondiale basata su osservazioni empiriche della latitudine. È fortemente influenzata dalle informazioni raccolte durante il viaggio di Magellano ed Elcano.
La mappa riporta molto precisamente le coste dell'America centrale e meridionale. Australia ed Antartide non appaiono sulla mappa, ed il subcontinente indiano appare troppo piccolo. La mappa riporta, per la prima volta, la reale estensione dell'oceano Pacifico. Si vede anche, per la prima volta, la costa nordamericana come tratto continuo (probabilmente a causa delle informazioni ricevute dopo l'esplorazione di Esteban Gómez del 1525). Si trova sulla mappa anche il confine stabilito con il trattato di Tordesillas.